# 怜伽
怜伽(Reika)（レイカ、2002年5月17日 - ）は、日本の歌手。2024年2月より、アイドルグループ「エイアイカ」の一員として活動中。

## プロフィール
- 生年月日：2002年5月17日
- 血液型：O型
- 出身地：奈良県
- 趣味特技：アニメ・コスプレ・グラビア・愛猫←アニメ鑑賞・お絵描き・歌をうたう事
- 将来の夢：世界で通用する歌手になる事
- 憧れの歌手：安室奈美恵
- 好きな食べ物：アイスクリーム、イチゴ　→　ラーメン、オムライス
- 好きな動物：ネコ

## 人物・略歴
奈良県出身。三人姉妹の末妹。生後６カ月で赤ちゃんモデル（西松屋など）として活動開始。幼少期は、西川怜伽名義でモデルとして関西圏を中心に活動。
その後、エイベックス・アーティストアカデミー大阪校に通いながら、歌手、モデルとして活動。
2012年よりエイベックス・グループ・ホールディングスと専属契約。
2016年4月23日より期間限定ユニットα-X‘sに加入。怜伽(Reika)名義で活動。2018年3月31日をもって卒業。
2019年3月31日 エイベックス・マネジメントと契約終了したことを発表。
2019年4月よりフリー。コスプレイヤーとしても活動開始。
2024年1月18日 自身のXにてアイドルグループ「エイアイカ」のメンバーになったことを発表。

## 主な活動歴
- 2008年 キラット☆エンタメチャレンジコンテスト2008 モデル部門　西日本代表
- 2009年 ニコ☆プチ4月号別冊ニコ☆プチKIDS モデル
- 2009年  圭｢vesperbell｣PV出演
- 2011年 キラット☆エンタメチャレンジコンテスト2011 歌部門グランプリ
- 2011年　COMME ÇA ISMファッションショーモデル
- 2011年～2012年　BANANACHIPS webモデル
- 2012年 キラット☆エンタメチャレンジコンテスト2012 エンタメ部門グランプリ、プリティーリズム賞(「レインボー7」として）
- 2012年3月　日本テレビ「音楽のちから」V6　バックダンサー
- 2013年～2015年　大阪俳優市場(芝居) 舞台出演、オープニングアクト歌出演
- 2013年　関西キッズコレクション　PyuPyu　ファッションショーモデル等
- 2013年「ユニバーサルスタジオジャパン」TV CM(7月)
- 2014年 東京ガールズオーディションアーティスト部門準グランプリ
- 2015年Nissen「仲良し共和国 秋号」カタログモデル
- 2016年雑誌「ドリームガールズvol.22」読者モデル
- 2016年雑誌「Popteen2月号」読者モデル
- 2016年4月　期間限定ユニット α-X‘s(アクロス)に加入。JUNON6月号にて紹介される。
- 2018年3月31日 α-X‘s(アクロス)の活動を終了。
- 2019年3月31日 エイベックス・マネジメントとの契約終了。
- 2019年4月　フリーでのソロ活動開始。
- 2021年1月20日　CDデビュー。当初アニメイト各店舗のみでの発売。同年8月4日よりタワーレコード各店舗でも発売開始
- 2021年9月15日　ソニー・ミュージックエンタテインメント移籍第一弾となるDigital Singleを配信
- 2022年2月11日　YouTubeチャンネル　めちゃってみた（公式）　参加
- 2023年7月23日『Crystal Summer in Kyoto 2023』、8月17日『Crystal Summer in Kobe 2023』 出演
- 2024年2月18日「エイアイカ」として原宿RUIDOにてデビューライブ

## ディスコグラフィー

### シングル
|     | 発売日         | タイトル                    | 仕様           | 収録曲                                                    | 備考 |
| --- | -------------- | --------------------------- | -------------- | --------------------------------------------------------- | --- |
| 1st | 2021年1月20日  | Nouvel Instrument           | マキシシングル | 1.Nouvel Instrument 2.ヒーロー 3.愛 4.Believe in yourself | 1.作詞:MOJ 作曲:俊龍 2.3.4.作詞/作曲:Reika 品番：MOJR-1                                                    |
| 2nd | 2021年6月9日   | 風に微笑んで                | マキシシングル | 1. 風に微笑んで 2. OSHIGOTO                               | 1.作詞:MOJ 作曲:俊龍 2.作詞/作曲:Reika 品番：MOJR-2                                                        |
| 3rd | 2021年9月15日  | メタモルフォシス            | Digital Single | 1.メタモルフォシス                                        | 作詞/作曲:上田起士 SME移籍第一弾                                                                           |
| 4th | 2021年12月15日 | TAKE OFF ON                 | Digital Single | 1.TAKE OFF ON                                             | 作詞：上田起士 作曲：上田起士・松田純一 SME移籍第二弾 関西テレビ『ウラマヨ!』2022年1月度エンディングテーマ |
|     | 2023年1月27日  | ロマンティック 浮かれモード | Digital        | 1.ロマンティック 浮かれモード                             | 作詞/作曲 つんく♂ 編曲 HISASHI KONDO 藤本美貴のカバー楽曲                                                  |

## 出演
α‐X's(アクロス)、エイアイカとしての活動は別途項目を参照。個人としての出演のみ記載。

### TV
「西川怜伽」名義で出演。（2017年のみ「怜伽 from α-X's」名義）
- 2014年12月24日　THEカラオケ★バトルU-18最強トーナメント2時間SP
- 2015年8月5日　THEカラオケ★バトルU-18歌うま甲子園-18歌うま甲子園
- 2016年1月13日　THEカラオケ★バトル都道府県対抗!ご当地歌うま王決定戦
- 2017年8月9日　THEカラオケ★バトルSP 歌の名門No.1決定戦

### 舞台
- 2021年11月20日～11月23日　劇団皇帝ケチャップ第12回本公演『無視できない私の中の感情』